# UFO in Her Eyes
UFO in Her Eyes è un film del 2011 diretto da Guo Xiaolu.
Adattamento cinematografico di un romanzo di successo della stessa regista, il film è un ritratto della caotica società contemporanea cinese, metafora sofisticata e divertente del senso di straniamento generato dagli sconvolgimenti sociali e dalla globalizzazione.
Il film è stato selezionato al Toronto International Film Festival 2011 e al Festival del cinema africano, d'Asia e America Latina di Milano 2012.

## Trama
Un disco volante è venuto a visitare un villaggio del sud della Cina o si tratta semplicemente della fantasia della contadina analfabeta e single, Yun?
Quando Yun segnala l'evento alla capo-villaggio Chang, quest'ultima vede subito l'occasione per rilanciare l'economia locale del paese, trasformandolo in una destinazione turistica con Ufo Park.